# Lyle Creelman
Lyle Creelman (* 14. August 1908 in Upper Stewiacke, Nova Scotia, Kanada; † 27. Februar 2007 in Vancouver, Kanada) war eine kanadische Krankenschwester (Berufsbezeichnung seit 2020: Pflegefachfrau) und Chief Nursing Officer der Weltgesundheitsorganisation in Genf (Schweiz).

## Leben
Lyle Morrison Creelman wollte zunächst Ärztin werden. Mit dem Verlust des Vaters zerschlug sich dieser Berufswunsch und sie arbeitete zunächst als Nachhilfelehrerin in British Columbia. Im Jahr 1936 erhielt sie einen Bachelor-Abschluss in Public Health Nursing an der „Vancouver General Hospital School of Nursing“ in Kooperation mit der „University of British Columbia“. Mit einem Stipendium der Rockefeller-Foundation gelang es ihr, an der „Columbia University“ in New York City ein Masterstudium zu absolvieren. Während des Zweiten Weltkriegs und noch während ihres Studiums wurde Lyle Creelman Direktorin des „Metropolitan Health Department“ der Stadt Vancouver. Während des Zweiten Weltkriegs waren etliche japanische Familien in Vancouver interniert. Nach dem Zweiten Weltkrieg arbeitete Lyle Creelman bei der „United Nations Relief and Rehabilitation Administration“ (UNRRA) in der britischen Besatzungszone des von den Alliierten Streitkräften in einzelne Zonen aufgeteilten Deutschland. Sie war zuständig für die Organisation der Pflege der Überlebenden von Konzentrationslagern und später auch für die Organisation der Pflege der vielen Flüchtlinge.
Nach ihrer Rückkehr nach Canada arbeitete sie für die „Canadian Nurses Association“ und wurde zur Autorin des „Baillie-Creelman Reports“, in dem der aktuelle Stand der Gesundheitsfürsorge in Canada erfasst und Verbesserungsvorschläge präsentiert wurden. Dieser Bericht hatte viele Jahre lang eine hohe Bedeutung in Canada. Ab dem Jahr 1949 arbeitete Lyle Creelman als eine von zwei Beraterinnen der Weltgesundheitsorganisation (WHO) in Public Health Fragen in Genf. Der Canadier Brock Chisholm hatte sich für die Berufung von Creelman in diese Position starkgemacht. Creelman blieb insgesamt 19 Jahre lang in Genf und entwickelte Publik Health Programme für arme Länder der Welt, vor allem in Afrika. Ihre Arbeit bei der WHO floss auch in die Vorbereitungen der Erklärung von Alma-Ata (1978) ein. Nach ihrer Rückkehr nach Canada wurde sie von der Weltgesundheitsorganisation um Mithilfe bei einer Studie zu „Material & Child Health Care Services“ in Südostasien gebeten.
Creelman verbrachte ihre letzten Lebensjahre im Kreise der Familie und starb hochbetagt im Februar 2007 in Vancouver.

## Ehrungen
- Ehrendoktortitel der juristischen Fakultät der „University of New Brunswick“ (1963)
- Canada Centennial Medal (1967)
- Ehrendoktortitel der „University of British Columbia“ (1992)

## Publikationen (Auswahl)
- With UNRRA in Germany. In: The Canadian Nurse 43 (7, 8, 9), 1947, Seiten 552 f.
- The History of the Victorian Order of Nurses for Canada: 50th Anniversary 1897–1947. In: Canadian Journal of Public Health / Revue Canadienne de Santée Publique, 1948, 39, 4, S. 171 f.
- Baillie-Creelman Report, “Report of the Study Committee on Public Health Practice in Canada”, Canadian Public Health Association Toronto, June 1950.

## Videoclip
- YouTube: Dr. Lyle Creelman, abgerufen am 28. März 2020.